# Simon Baker

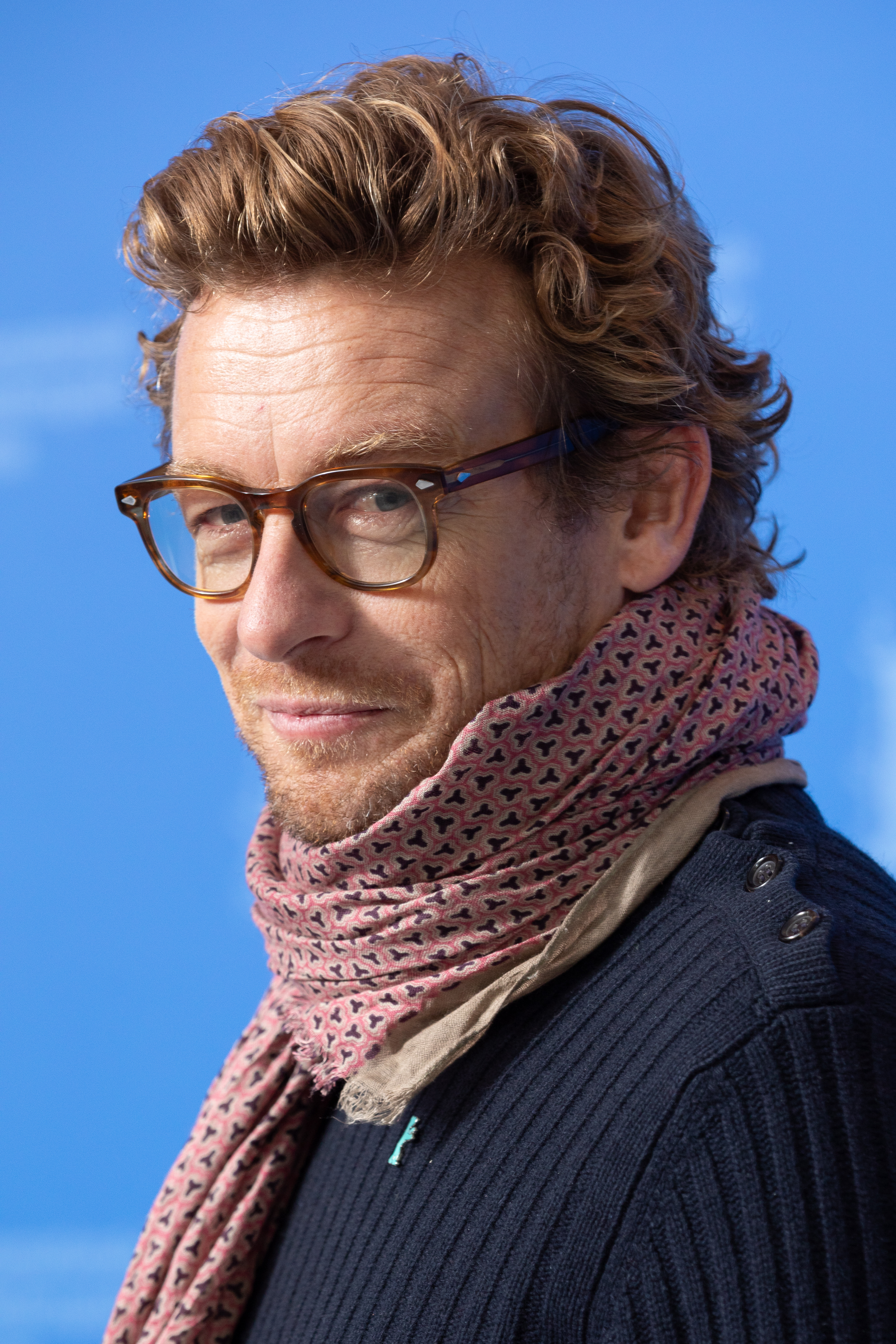
Simon Baker während der Berlinale 2020

Simon Lucas Baker (* 30. Juli 1969 in Launceston, Tasmanien) ist ein australischer Schauspieler und Regisseur. Einem breiten Fernsehpublikum wurde er als Patrick Jane in The Mentalist bekannt.

## Leben
Bakers Mutter Elizabeth Labberton war Englischlehrerin an einer Highschool; sein Vater arbeitete als Hausmeister und Mechaniker. Die Eltern ließen sich früh scheiden und seine Mutter heiratete ein zweites Mal. Er hat eine Schwester und drei jüngere Halbgeschwister. Nach seinem High-School-Abschluss begann er in Sydney eine Ausbildung als Krankenpfleger, die er aber frühzeitig abbrach.
Als Schauspieler trat er erstmals 1987 in dem Spielfilm Midnight Magic in Erscheinung. Nach einer Reihe von Auftritten in verschiedenen Fernsehserien, unter anderem in der australischen Seifenoper Home and Away und der auch in Deutschland ausgestrahlten Serie Heartbreak High, erhielt er für seinen Auftritt in der Seifenoper E Street einen Logie Award, einen renommierten australischen Fernsehpreis als „Beliebtester Jungschauspieler“ (Most Popular New Talent).
1997 spielte er eine Rolle in dem Spielfilm L.A. Confidential des Regisseurs Curtis Hanson, durch die er einem größeren Publikum bekannt wurde. Es folgten weitere Filmproduktionen, so unter anderem in Wer mit dem Teufel reitet (1999), Red Planet (2000), The Ring 2, Land of the Dead und Das hält kein Jahr…!. In den Fernsehserien The Guardian – Retter mit Herz und The Mentalist übernahm er jeweils die Hauptrolle. Für letztgenannte Serie erhielt er 2009 eine Emmy-Nominierung. 2010 war er für einen Golden Globe als Bester Serien-Hauptdarsteller nominiert und auch für einen Screen Actors Guild Award als Bester Darsteller in einer Fernsehserie. In der Kategorie Best TV Crime Fighter war er für den People’s Choice Award 2011 nominiert. In fünf The Mentalist-Episoden führte Simon Baker Regie.
Am 14. Februar 2013 erhielt Baker seinen Stern auf dem Hollywood Walk of Fame. Mit dem Film Breath gab Baker im Jahr 2017 sein Regiedebüt. 2020 spielte er in dem Action-Thriller High Ground – Der Kopfgeldjäger.
Simon Baker ist seit 1998 mit der Schauspielerin Rebecca Rigg verheiratet. Das Paar hat drei gemeinsame Kinder, eine Tochter und zwei Söhne. Im Januar 2021 gaben sie ihre Trennung bekannt.

## Filmografie (Auswahl)
- 1987: Midnight Magic (Fernsehserie)
- 1987: Tales from the Crypt
- 1992–1993: E Street (Fernsehserie)
- 1993: A Country Practice
- 1993: G.P.
- 1994: Home and Away (Fernsehserie)
- 1995: Naked (Fernsehserie)
- 1995: Heartbreak High (Fernsehserie)
- 1996: Naked: Stories of Men
- 1996: The Last Best Place
- 1997: America’s Most Wanted (Most Wanted)
- 1997: L.A. Confidential
- 1998: Restaurant
- 1998: Judas Kiss
- 1998: Love From Ground Zero
- 1999: Secrets Men’s Business
- 1999: Ride with the Devil
- 2000: Sunset Strip
- 2000: Red Planet
- 2001: Das Halsband der Königin (The Affair of the Necklace)
- 2001–2004: The Guardian – Retter mit Herz (The Guardian, Fernsehserie)
- 2004: Book of Love
- 2005: Ring 2 (The Ring 2)
- 2005: Land of the Dead
- 2006: Neue Liebe, neues Glück (Something New)
- 2006: Der Teufel trägt Prada (The Devil Wears Prada)
- 2006–2007: Smith (Fernsehserie)
- 2007: Sex and Death 101
- 2007: The Key to Reserva
- 2008–2015: The Mentalist (Fernsehserie)
- 2009: Not Forgotten – Du sollst nicht vergessen (Not Forgotten)
- 2009: The Lodger
- 2009: Women in Trouble
- 2010: The Killer Inside Me
- 2011: Der große Crash – Margin Call (Margin Call)
- 2013: Das hält kein Jahr…! (I Give It a Year)
- 2017: Breath
- 2018: Im Hier und Jetzt – Der beste Tag meines Lebens (Here and Now)
- 2020: High Ground – Der Kopfgeldjäger (High Ground)
- 2022: Roar – Frauen, die ihre Stimme erheben (Fernsehserie, Folge 1x02)
- 2022: Blaze
- 2023: Limbo
- 2024: Boy Swallows Universe (Fernsehserie)
- 2025: The Narrow Road to the Deep North (Miniserie)

## Auszeichnungen und Nominierungen
Golden Globe Award
- 2002: Nominierung in der Kategorie Bester Serien-Hauptdarsteller – Drama für The Guardian – Retter mit Herz
- 2010: Nominierung in der Kategorie Bester Serien-Hauptdarsteller – Drama für The Mentalist

Emmy
- 2009: Nominierung in der Kategorie Bester Hauptdarsteller in einer Drama-Serie für The Mentalist

Screen Actors Guild Award
- 2010: Nominierung in der Kategorie Bester Darsteller in einer Dramaserie für The Mentalist

AACTA Award
- 2000: Nominierung in der Kategorie Bester Hauptdarsteller – Mini-Serie oder TV-Film für Secrets Men’s Business
- 2010: Nominierung in der Kategorie Bester Serien-Hauptdarsteller – Drama für The Mentalist
- 2018: Nominierung in der Kategorie Bester Film  für Breath
- 2018: Nominierung in der Kategorie Beste Regie für Breath
- 2018: Nominierung in der Kategorie Bestes adaptiertes Drehbuch für Breath
- 2018: Auszeichnung in der Kategorie Bester Nebendarsteller für Breath
- 2021: Nominierung in der Kategorie Bester Hauptdarsteller für High Ground – Der Kopfgeldjäger

Independent Spirit Award
- 2012: Auszeichnung in der Kategorie Robert-Altman-Preis für Der große Crash – Margin Call

Gotham Award
- 2011: Nominierung in der Kategorie Bestes Schauspielensemble für Der große Crash – Margin Call

Logie Award
- 1993: Auszeichnung in der Kategorie Most Popular New Talent für E Street
- 2004: Nominierung in der Kategorie Most Popular Overseas Star

People’s Choice Award
- 2011: Nominierung in der Kategorie Favorite TV Crime Fighter für The Mentalist
- 2015: Nominierung in der Kategorie Favorite Crime Drama TV Actor für The Mentalist

Weitere Auszeichnungen
- Februar 2013: Stern auf dem Hollywood Walk of Fame